# Колона на Марк Аврелий
Колоната на Марк Аврелий е дорийска колона, разположена в Рим на наречения в нейна чест площад „Колона“ (на италиански: Piazza Colonna).
Издигната е в памет на Маркоманската война на Марк Аврелий от сина му Комод. За неин прототип е послужила Траяновата колона.
Берелефите, които са разположени спираловидно около колоната, напомнят за победите на императора над маркоманите и квадите и за „чудото с дъжда“, който тогава е ободрил римските войници и разколебал враговете им.
1. ↑  Марк Аврелий „Към Себе Си“.   Хеликон.